# Mackenzie Rosman
Mackenzie Ryann Rosman (Charleston (South Carolina), 28 december 1989) is een Amerikaanse actrice.
Ze is het meest bekend van haar rol als Ruthie Camden in de WB televisieserie 7th Heaven, waar ze in 1996 mee begon. In Nederland werden de eerste seizoenen van de serie uitgezonden door de NCRV.
Verder speelde ze ook in de films Gideon en Getting Away with Murder: The JonBenét Ramsey Mystery. In 2004 won ze de Young Artist Award voor Best Performance in a TV Series voor haar rol in 7th Heaven.
- Library of Congress Control Number: no2011115765
- Virtual International Authority File: 173634358
- WorldCat: E39PBJwHhRDc8fmtyhwCKgfjG3